# Hans Mallmann
Hans Heinrich Mallmann (Guaíba, 22 de julho de 1988) é um canoísta brasileiro.
Nos Jogos Pan-Americanos de 2015 conquistou a medalha de bronze na categoria K2 200m.